# Allium peroninianum
Allium peroninianum là một loài thực vật có hoa trong họ Amaryllidaceae. Loài này được Azn. mô tả khoa học đầu tiên năm 1897.